# Nutida Musik
Nutida Musik var under 1980-talet en av Sveriges största musikföreningar. Den hade som mest över 2 200 medlemmar och hade sin verksamhet i Västerås , Sverige och fungerade som ett nav för lokalbefolkningen och många musiker som var på turné i landet. Föreningen hade under många år kontor, café och konsertplats i Bryggargården i Västerås. En av föreningens grundare var Pugh Rogefeldt. Arkivmaterial om föreningen sträcker sig från 1970 till 1989, men den var fortfarande aktiv en bit in i 1990-talet. Nutida Musik blev senare en medlem av Kontaktnätet, där föreningen kom att spela en viktig roll.

## Läs mer
1. Billey Shamrock
2. Kvällspressen Blues Band
3. Jan Hammarlund, Järnvägsräls live